# علی حاجی‌پور
علی حاجی‌پور (انگلیسی: Ali Hajipour) یک تکواندوکار اهل ارومیه در ایران است.
علی حاجی‌پور در فینال وزن ۶۳- کیلوگرم رقابت‌های تکواندو در بازی‌های آسیایی ۱۹۸۶، در مصاف با «پارک بونگ» از کره جنوبی نتیجه را واگذار کرد تا بر سکوی دوم بایستد.